# Āq Qalā (kommunhuvudort i Iran)
Āq Qalā (persiska: آق قلا) är en kommunhuvudort i Iran.   Den ligger i provinsen Golestan, i den norra delen av landet, 300 km nordost om huvudstaden Teheran. Antalet invånare är 27 402.
Terrängen runt Āq Qalā är mycket platt. Runt Āq Qalā är det ganska tätbefolkat, med 207 invånare per kvadratkilometer. Närmaste större samhälle är Gorgan, 19,0 km söder om Āq Qalā. Trakten runt Āq Qalā består till största delen av jordbruksmark.